# .localhost
.localhost jest zastrzeżoną nazwą domeny internetowej najwyższego poziomu.
Nazwa została zdefiniowana w czerwcu 1999 w RFC 2606, razem z .example, .invalid i .test.